# Автомобили семейства Lada Samara второго поколения
Второе поколение автомобилей Lada Samara — семейство субкомпактных переднеприводных автомобилей с кузовами типа седан (ВАЗ-2115) и хэтчбек (ВАЗ-2114/2113), разработанное Волжским автомобильным заводом, являющихся развитием и заменой семейства LADA Samara первого поколения.

## История
В 1990-х годах Волжский автомобильный завод начал работу над модернизацией седана ВАЗ-21099. Мелкосерийное производство седана ВАЗ-2115 началось на опытно-промышленном производстве АвтоВАЗа в 1997 году. ВАЗ-2115 стал первенцем из линейки под условным названием «Самара-2». Была существенно изменена задняя часть кузова автомобиля, а именно крышка багажника и световые приборы.  В передней части новая модель отличалась скруглённой формой капота и передних крыльев, новыми фарами, бамперами, окрашенными в цвет кузова. Предлагался заводской обвес: спойлер багажника с дополнительным стоп-сигналом, обтекатели порогов, молдинги дверей (обвесы для первого поколения изготавливались за рубежом). 
Новые бамперы и молдинги были сделаны из достаточно хрупкого пластика, в отличие от бамперов первого поколения семейства, которые были выполнены из материала, обладающего свойством восстанавливать свою форму после удара, или резиновых молдингов многих иностранных автомобилей, что вызвало многочисленные нарекания покупателей.
Салон первых выпусков все ещё был заимствован от модели 21099, но с 2000 года значительные изменения коснулись и его: появилась эргономичная передняя панель с приборами от VDO, так называемая «европанель», предлагались электростеклоподъемники, электрозеркала, возможна была и установка передних сидений с электроподогревом. Первоначально в планах модернизации линейки Самара-2 было изменение не только экстерьера кузова и отделки, но и усовершенствование подвески, трансмиссии и тормозной системы. Однако на первых этапах запуска в производство эти узлы были заимствованы от модели 21099 без значительных изменений.  Автомобиль получил более обтекаемые формы, благодаря чему ушли в прошлое угловатые очертания экстерьера, а также удалось уменьшить Cx до 0,429.
С 2000 года устанавливается регулируемая травмобезопасная рулевая колонка и руль, рулевая рейка, а также передние тормозные механизмы от семейства автомобилей ВАЗ-2110.
Гораздо удобнее стала погрузка вещей в багажник — теперь погрузочная высота находилась на уровне бампера.
Автомобили продавались в двух комплектациях — «норма» и «люкс» (последняя отличалась внешне установкой противотуманных фар и колпаков на колёса, а по оснащению — подголовниками сидений второго ряда, более дорогой обивкой сидений и дверей, маршрутным компьютером, подогревом передних сидений, зеркальцем в солнцезащитном козырьке переднего пассажира).
Исполнение молдингов на кузове и бамперах менялось дважды. Если до начала 2008 года их изготавливали из светло-серого пластика, то впоследствии стали окрашивать в цвет кузова. К концу 2008 года на дверях появились новые, более изящные узкие молдинги.
Первое время «родственные» автомобили ВАЗ-21099 и ВАЗ-2115 выпускались на заводе параллельно, пока в 2004 году первое поколение Lada Samara не было снято с производства.

### Фотографии автомобиля

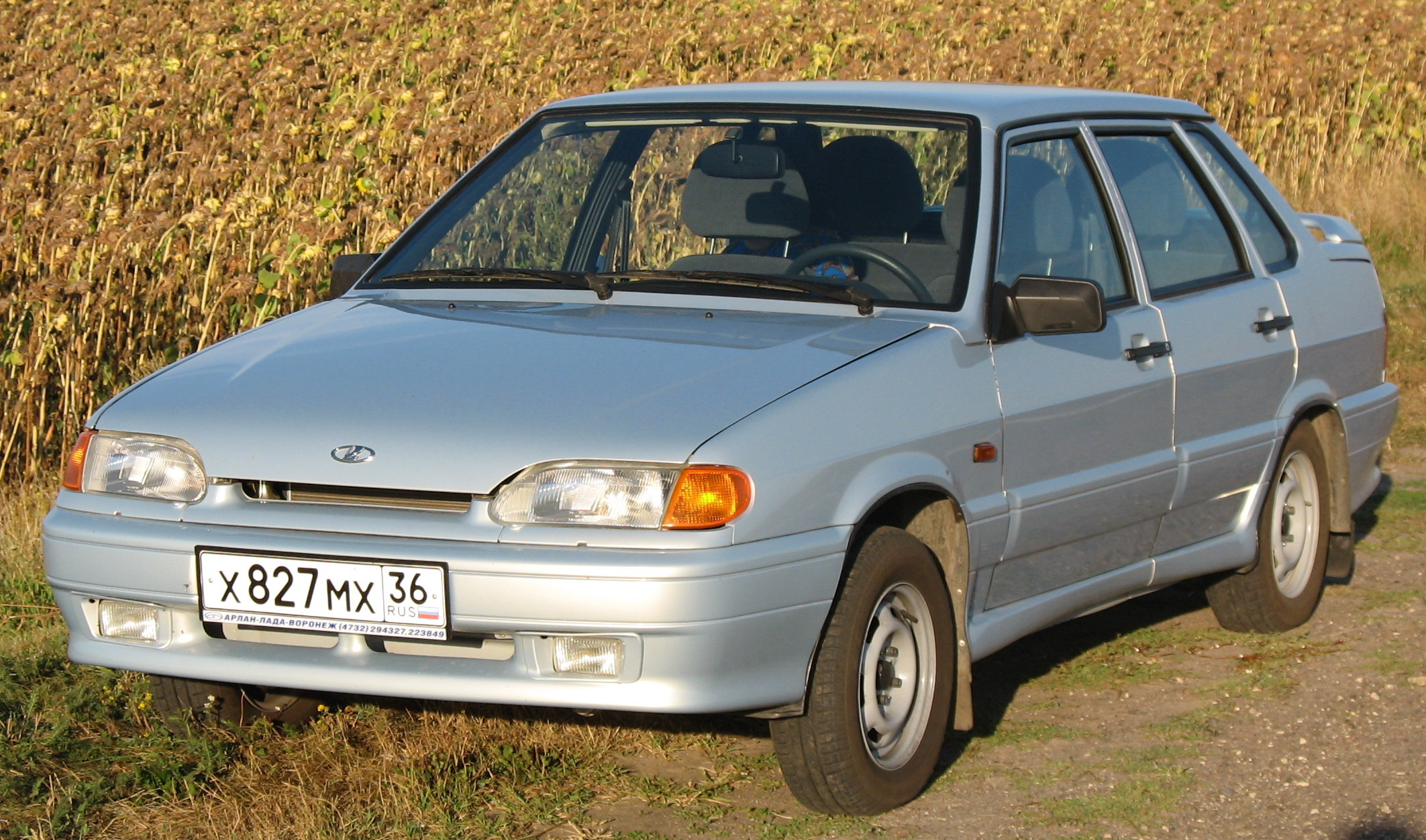
ВАЗ-2115 со старыми молдингами, (без серой полосы), с 2007 г.
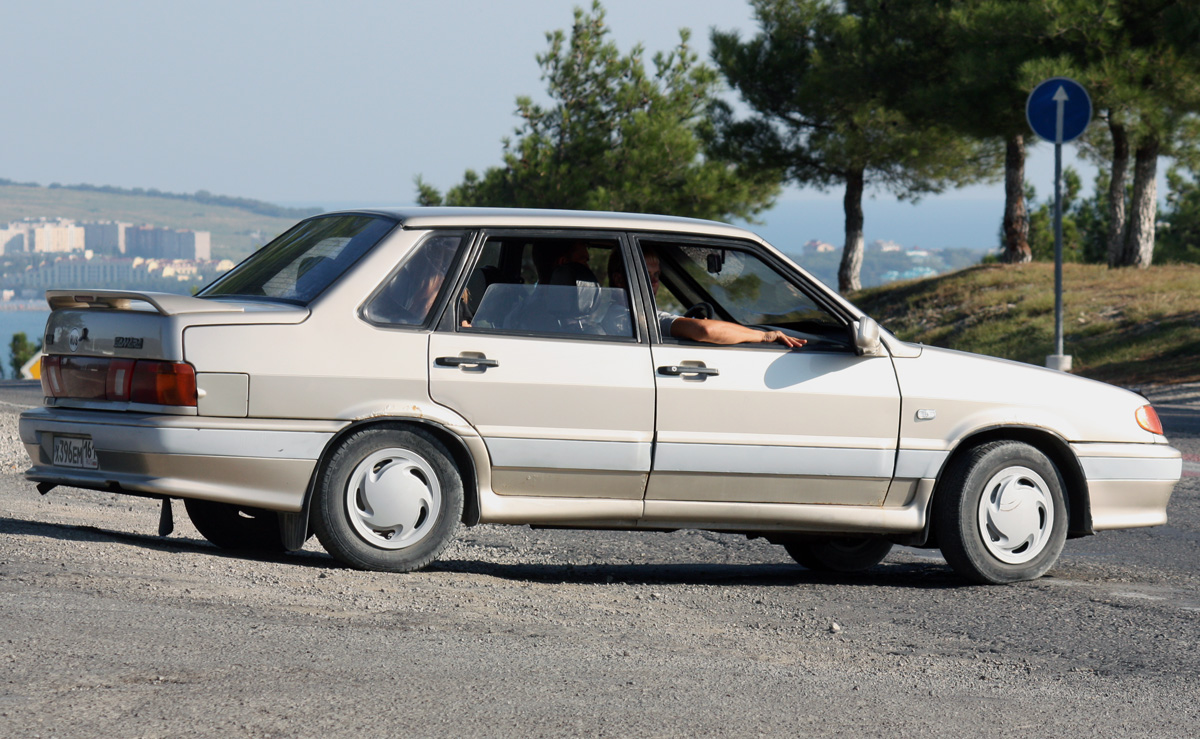
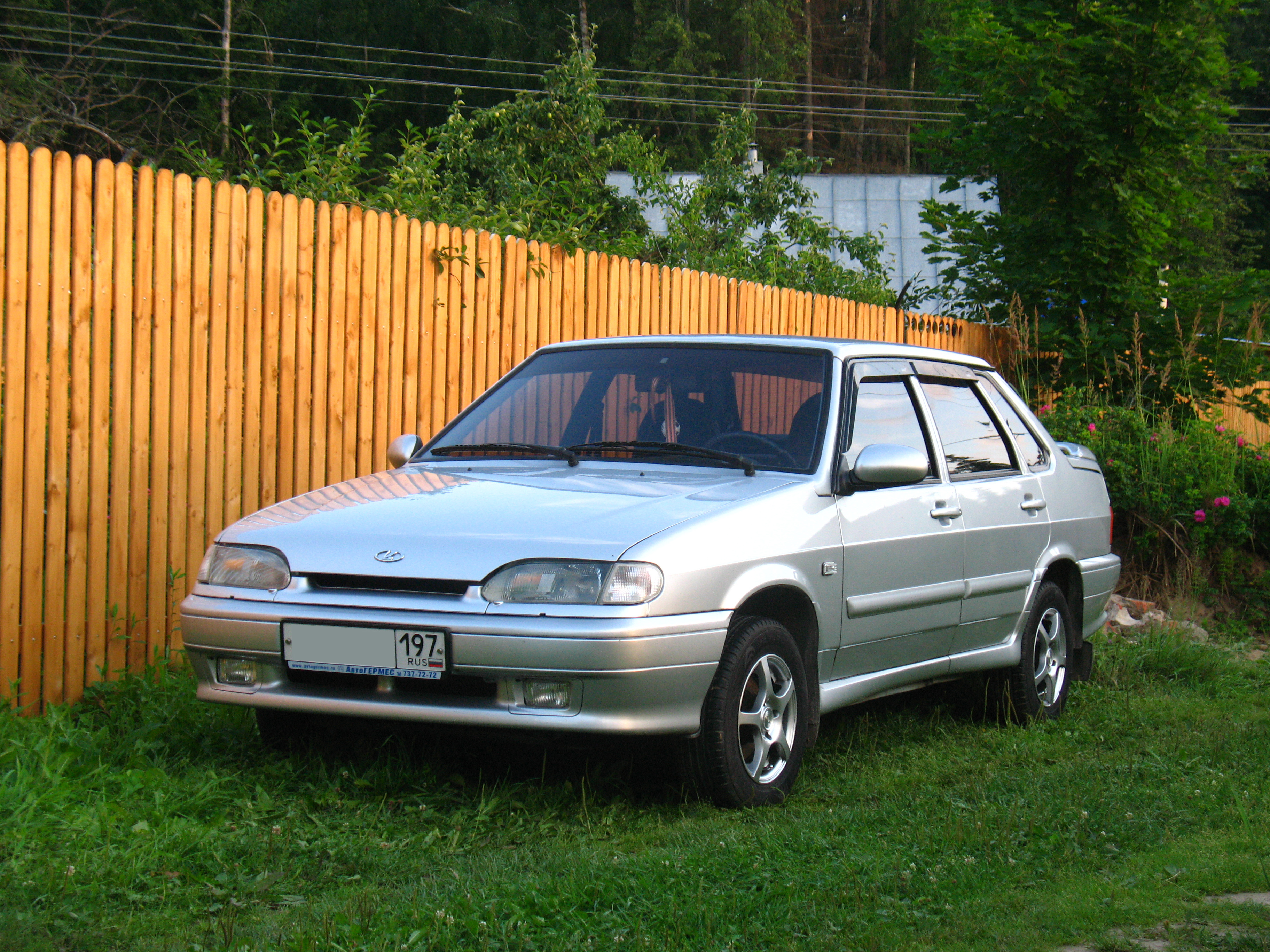
ВАЗ-2115 с новыми молдингами, с 2008 года.
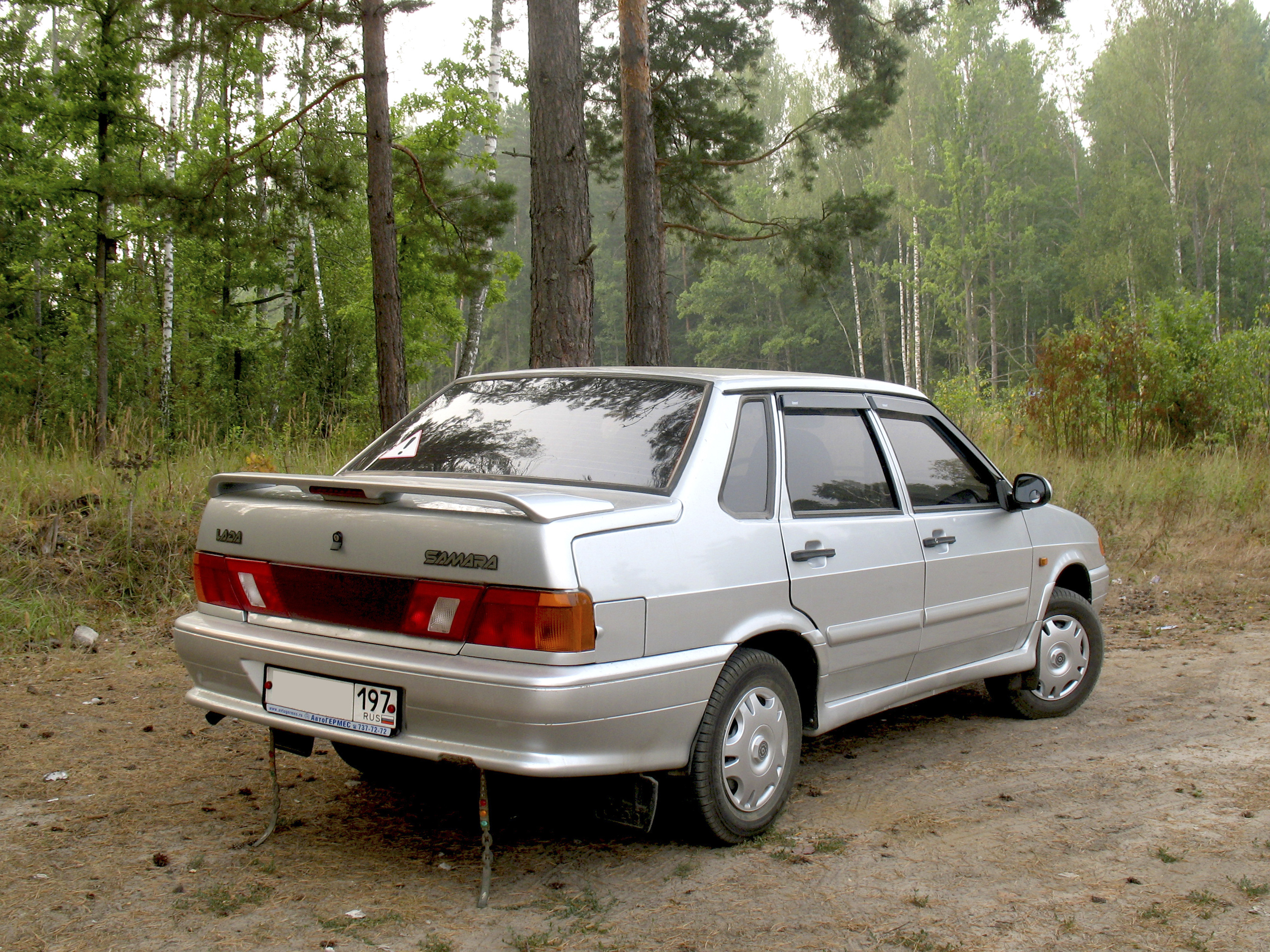
Вид автомобиля сзади

## ВАЗ-2114 и ВАЗ-2113
В 2001 году, после окончательного  запуска автомобиля ВАЗ-2115 в массовое производство, все наработанные изменения были использованы и для модернизации автомобилей семейства ВАЗ-2109/2108, пользовавшихся стабильным спросом.
Автомобиль ВАЗ-2114 имел пятидверный кузов типа «хэтчбек» и являлся заменой семейства ВАЗ-2109.
Отличий в экстерьере задней части кузова было меньше относительно ВАЗ-2115, были сохранена конструкция задней двери и задние блок-фары. Изначально завод планировал переделать заднюю часть автомобилей с увеличением проема задней двери и новой светотехникой, но данный проект был признан слишком затратным. Как и модель 2115, автомобили были оснащены заводскими спойлерами и бамперами, окрашенными в цвет кузова. В 2007 году автомобиль получил новую переднюю панель (в верхней части нет бардачка, использован более жёсткий материал, что увеличивает прочность, но увеличивает и вероятность возникновения посторонних шумов), новую комбинацию приборов с функцией бортового компьютера (показывает температуру за бортом, напряжение в бортовой сети, текущее время и другие параметры).
ВАЗ-2113
Автомобиль ВАЗ-2113 с трехдверным кузовом аналогичным образом заменял автомобиль ВАЗ-2108. Изначально производство «трехдверок» планировалось прекратить, но модель решили сохранить в производстве. Автомобиль производился ограниченными сериями с 2004 по 2013 год.
Всего  было выпущено 73 039 штук.
Версии с двигателем ВАЗ-21126 (98 л. с.), устанавливавшимся на Lada Priora, имели заявленную максимальную скорость в 185—190 км/ч, что означает, что эти мелкосерийные модели семейства Samara были на тот момент самыми быстрыми в модельном ряду АвтоВАЗа.
24 декабря 2013  года «АвтоВАЗ» завершил выпуск автомобилей семейства Lada Samara — с конвейера сошёл последний пятидверный хетчбэк ВАЗ-2114 белого цвета.

### Фотографии автомобиля

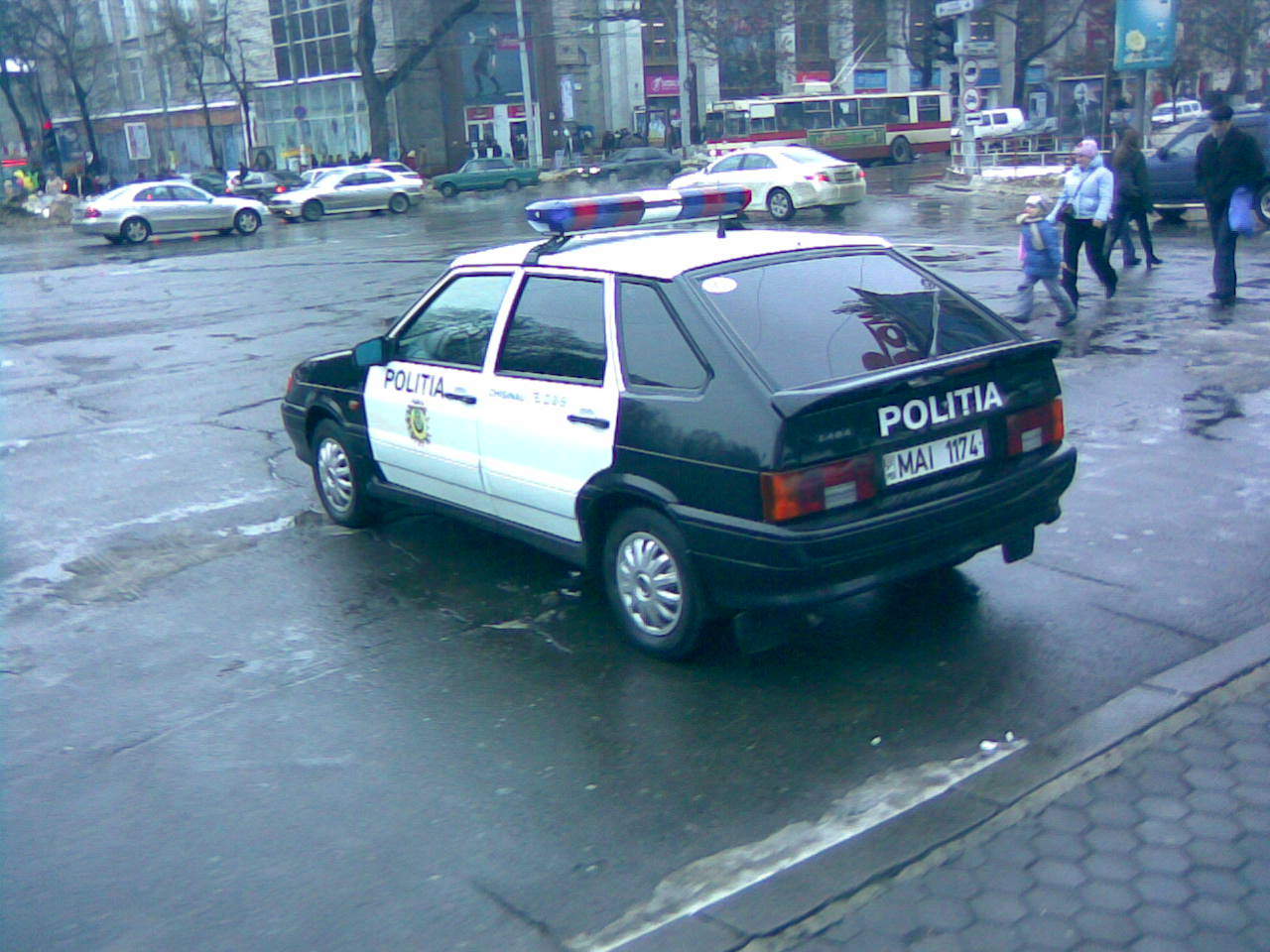
Патрульный ВАЗ-2114 в Кишинёве
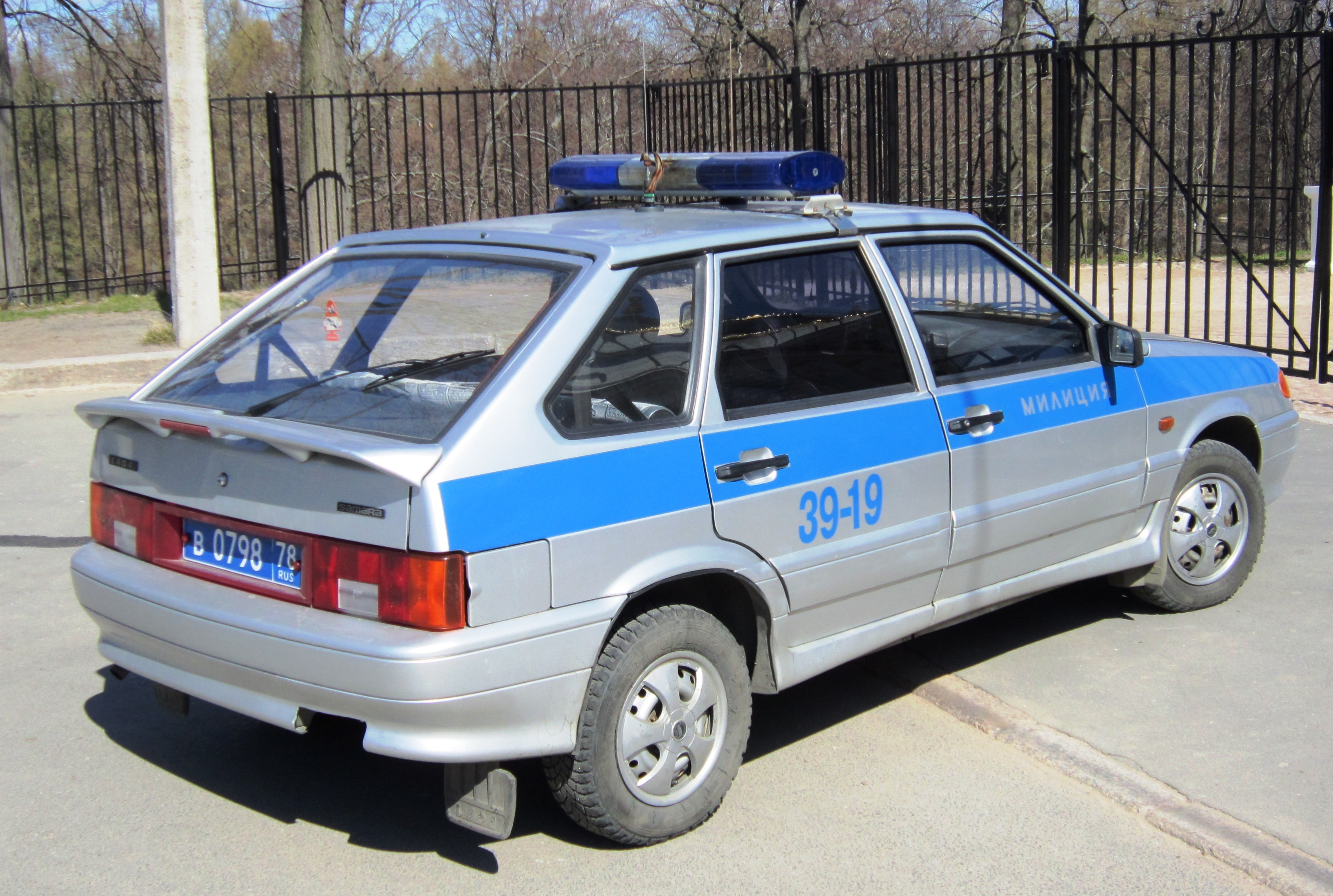
ВАЗ-2114 милиции России
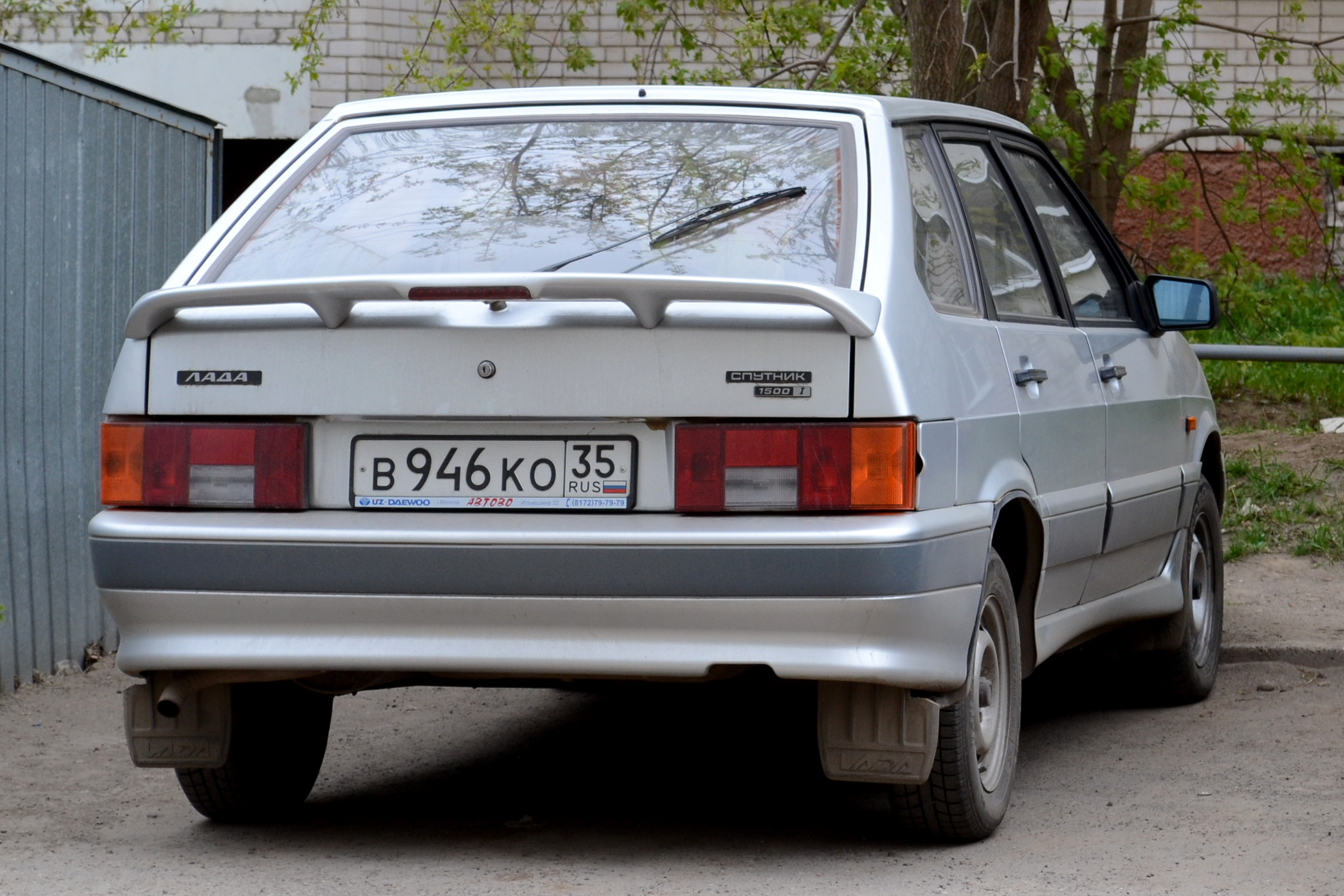
ВАЗ-2114 (вид сзади)

## Двигатели
До 2000 года автомобили ВАЗ-2115 выпускались с карбюраторными двигателями ВАЗ-21083, но затем они были заменены инжекторным 8-клапанным двигателем ВАЗ-2111 (от семейства автомобилей ВАЗ-2110) с распределенным впрыском, который позволял развить бо́льшую мощность, расходовать меньше топлива и быстрее прогреваться. Кроме того, электронная система управления двигателем следила за уровнем токсичности выхлопных газов, таким образом двигатель удовлетворял требованиям стандарта Евро-2.  
Такие же двигатели получили позднее и новые автомобили ВАЗ-2114/2113.   
С 2007 года его сменил более новый, усовершенствованный двигатель ВАЗ-11183 (от семейства автомобилей Лада Калина), с увеличенным до 1596 см³ рабочим объёмом и мощностью 80,9 л.с, удовлетворяющий требованиям стандарта Евро-3. Отличительные особенности от двигателей семейства 2110 — катализатор находится не под днищем, а установлен на выпускном коллекторе, на двигатель надета пластиковая декоративная крышка, вместо алюминиевого впускного ресивера устанавливается пластиковый, фазированный впрыск топлива, отсутствие обратной магистрали - регулятор давления топлива совмещён с бензонасосом (так называемый топливный модуль).  
Также с 2010 года мелкими сериями устанавливались 16-клапанные двигатели ВАЗ-21124 объемом 1,6 литра и мощностью 81-89 л. с. (также от автомобилей семейства ВАЗ-2110) с фазированным впрыском, также устанавливалась и более совершенная версия 8-клапанного двигателя ВАЗ-2111, увеличенная до рабочего объема 1,6 литра, которая носила обозначение ВАЗ-21114.  
На автомобили ВАЗ-2115 и ВАЗ-2113 также устанавливались 16-клапанные двигатели ВАЗ-21126  объёмом 1,6 литра от LADA Priora мощностью 98 л. с. 
С 2011 года устанавливается электронная педаль газа и электронный блок управления двигателем от автомобилей Лада Granta, таким образом, двигатели стали отвечать экологическим требованиям Евро-4.
Пятиступенчатая  МКПП автомобилей была заимствована от семейства Лада Самара первого поколения и оставалась больным местом из-за тяжёлого переключения передач и низкого качества изготовления.